# باشگاه بسکتبال برئوگان
باشگاه بسکتبال برئوگان (اسپانیایی: CB Breogán‎) یک باشگاه بسکتبال در شهر لوگو، اسپانیا است. این باشگاه که در سال ۱۹۶۶ تأسیس شده در لیگ آ س ب بازی می‌کند.